# Primetime Emmy Award du meilleur acteur dans une mini-série ou un téléfilm
Pour les articles homonymes, voir Emmy du meilleur acteur.
Le Primetime Emmy Award du meilleur acteur dans une mini-série ou un téléfilm (Primetime Emmy Award for Outstanding Lead Actor in a Miniseries or a Movie) est une récompense de télévision remise depuis 1952 au cours de la cérémonie annuelle des Primetime Emmy Awards.

## Palmarès
Note : L'année indiquée est celle de la cérémonie. Les séries lauréates sont indiquées en tête de chaque catégorie et en caractères gras.

### Années 1950
- 1952 : Thomas Mitchell
- 1953 : aucune récompense
- 1954 : Robert Cummings pour son rôle dans Douze hommes en colère (Twelve Angry Men)
- 1955 : Lloyd Nolan pour son rôle dans Caine Mutiny Court Marshal
- 1956 : Jack Palance pour son rôle dans Requiem pour un champion (Requiem for a Heavyweight)
- 1957 : Peter Ustinov pour son rôle dans The Life of Samuel Johnson
- 1958 : aucune récompense
- 1959 : Fred Astaire pour son rôle dans An Evening with Fred Astaire

### Années 1960
- 1960 : Laurence Olivier pour son rôle dans The Moon and Sixpence
- 1961 : Maurice Evans pour son rôle dans Macbeth
- 1962 : Peter Falk pour son rôle dans The Price of Tomatoes
- 1963 : Trevor Howard pour son rôle dans The Invincible Mr. Disraeli
- 1964 : Jack Klugman pour son rôle dans The Blacklist
- 1965 : Alfred Lunt pour son rôle dans The Magnificent Yankee
- 1966 : Cliff Robertson pour son rôle dans The Game
- 1967 : Peter Ustinov pour son rôle dans Barefoot in Athens
- 1968 : Melvyn Douglas pour son rôle dans Do Not Go Gentle Into That Good Night
- 1969 : Paul Scofield pour son rôle dans Male of the Species

### Années 1970
- 1970 : Peter Ustinov pour son rôle dans A Storm in Summer
- 1971 : George C. Scott pour son rôle dans The Price
- 1972 : Keith Michell pour son rôle dans The Six Wives of Henry VIII
- 1973 :
  - Téléfilm : Laurence Olivier pour son rôle dans Long Voyage vers la nuit (Long Day's Journey into Night)
  - Mini-série : Anthony Murphy pour son rôle dans Tom Brown's Schooldays
- 1974 :
  - Téléfilm : Hal Holbrook pour son rôle dans Pueblo
  - Mini-série : William Holden pour son rôle dans The Blue Knight
- 1975 :
  - Téléfilm : Laurence Olivier pour son rôle dans Il neige au printemps (Love Among the Ruins)
  - Mini-série : Peter Falk pour son rôle dans Columbo
- 1976 :
  - Téléfilm : Anthony Hopkins pour son rôle dans L'Affaire Lindbergh (The Lindbergh Kidnapping Case)
  - Mini-série : Hal Holbrook pour son rôle dans Sandburg's Lincoln
- 1977 :
  - Téléfilm : Ed Flanders pour son rôle dans Harry S. Truman: Plain Speaking
  - Mini-série : Christopher Plummer pour son rôle dans The Moneychangers
- 1978 :
  - Téléfilm : Fred Astaire pour son rôle dans A Family Upside Down
  - Mini-série : Michael Moriarty pour son rôle dans Holocauste (Holocaust)
- 1979 : Peter Strauss pour son rôle dans Comme un homme libre (The Jericho Mile)

### Années 1980
- 1980 : Powers Boothe pour le rôle de Jim Jones dans Guyana Tragedy: The Story of Jim Jones
- 1981 : Anthony Hopkins pour le rôle d'Adolf Hitler dans Le Bunker, les derniers jours d'Hitler (The Bunker)
- 1982 : Mickey Rooney pour le rôle de Bill Sackter dans Bill
- 1983 : Tommy Lee Jones pour le rôle de Gary Gilmore dans Le Chant du bourreau (The Executioner's Song)
- 1984 : Laurence Olivier pour le rôle du roi Lear dans King Lear
- 1985 : Richard Crenna pour le rôle de Richard Beck dans Le Viol de Richard Beck (The Rape of Richard Beck)
- 1986 : Dustin Hoffman pour le rôle de Willy Loman dans Mort d'un commis voyageur (Death of a Salesman)
- 1987 : James Woods pour le rôle de Bob Beuhler dans Promise (en)
- 1988 : Jason Robards pour le rôle de Henry Drummond dans Tu récolteras la tempête (Inherit the Wind)
- 1989 : James Woods pour le rôle de Bill Wilson dans My Name Is Bill W. (Empty Nest)

### Années 1990
- 1990 : Hume Cronyn pour le rôle de Cooper dans Age-Old Friends
- 1991 : John Gielgud pour le rôle de Haverford Downs dans Summer's Lease
- 1992 : Beau Bridges pour le rôle de James Brady dans Without Warning: The James Brady Story
- 1993 : Robert Morse pour le rôle de Truman Capote dans Tru
- 1994 : Hume Cronyn pour le rôle de Sam Peek dans To Dance with the White Dog
- 1995 : Raúl Juliá pour le rôle de Chico Mendes dans The Burning Season
- 1996 : Alan Rickman pour son rôle de Grigori Raspoutine dans Raspoutine (Rasputin: Dark Servant of Destiny)
- 1997 : Armand Assante pour le rôle de Chico Mendes dans Gotti
- 1998 : Gary Sinise pour le rôle de George Wallace dans George Wallace
- 1999 : Stanley Tucci pour le rôle de Walter Winchell dans Winchell

### Années 2000
- 2000 : Jack Lemmon pour le rôle de Morris "Morrie" Schwartz dans Morrie : Une leçon de vie (Tuesdays with Morrie)
  - Beau Bridges pour le rôle de Phineas Taylor Barnum dans P. T. Barnum (téléfilm)P. T. Barnum
  - Brian Dennehy pour le rôle de Willy Loman dans Mort d'un commis voyageur (Death of a Salesman)
  - William H. Macy pour le rôle de Terry Thorpe dans Un brin de meurtre (A Slight Case of Murder)
  - Liev Schreiber pour le rôle d'Orson Welles dans RKO 281
- 2001 : Kenneth Branagh pour le rôle de Reinhard Heydrich dans Conspiration (Conspiracy)
  - Andy García pour le rôle d'Arturo Sandoval dans For Love or Country: The Arturo Sandoval Story
  - Gregory Hines pour le rôle de Bill Robinson dans Bojangles
  - Ben Kingsley pour le rôle d'Otto Frank dans Anne Frank: The Whole Story
  - Barry Pepper pour le rôle de Roger Maris dans 61*
- 2002 : Albert Finney pour le rôle de Winston Churchill dans The Gathering Storm
  - Kenneth Branagh pour le rôle d'Ernest Shackleton dans Shackleton
  - Beau Bridges pour le rôle de Michael Mulvaney dans We Were the Mulvaneys
  - James Franco pour le rôle de James Dean dans Il était une fois James Dean (James Dean)
  - Michael Gambon pour le rôle de Lyndon B. Johnson dans Sur le chemin de la guerre (Path to War)
- 2003 : William H. Macy pour le rôle de Bill Porter dans Une question de courage (Door to Door)
  - Brad Garrett pour le rôle de Jackie Gleason dans Gleason (en)
  - Paul Newman pour le rôle du metteur en scène dans Our Town
  - Tom Wilkinson pour le rôle de Roy Applewood dans Normal
  - James Woods pour le rôle de Rudy Giuliani dans Rudy: The Rudy Giuliani Story
- 2004 : Al Pacino pour le rôle de Roy Cohn dans Angels in America
  - Antonio Banderas pour le rôle de Pancho Villa dans Pancho Villa (And Starring Pancho Villa as Himself)
  - James Brolin pour le rôle de Ronald Reagan dans The Reagans
  - Mos Def pour le rôle de Vivien Thomas dans La Création de Dieu (Something The Lord Made)
  - Alan Rickman pour le rôle d'Alfred Blalock dans La Création de Dieu (Something The Lord Made)
- 2005 : Geoffrey Rush pour le rôle de Peter Sellers dans Moi, Peter Sellers (The Life and Death of Peter Sellers)
  - Kenneth Branagh pour le rôle de Franklin D. Roosevelt dans Warm Springs
  - Ed Harris pour le rôle de Miles Roby dans Empire Falls
  - William H. Macy pour le rôle de Gigot dans Le Bonnet de laine (The Wool Cap)
  - Jonathan Rhys Meyers pour le rôle d'Elvis Presley dans Elvis : Une étoile est née (Elvis)
- 2006 : Andre Braugher pour le rôle de Nick Atwater dans Thief
  - Charles Dance pour le rôle de Mr. Tulkinghorn dans Bleak House
  - Ben Kingsley pour le rôle de Herman Tarnower dans Mrs. Harris
  - Donald Sutherland pour le rôle de Bill Meehan dans Trafic d'innocence (Human Trafficking)
  - Jon Voight pour le rôle de Jean-Paul II dans Pope John Paul II
- 2007 : Robert Duvall pour le rôle de Prentice "Prent" Ritter dans Broken Trail
  - Jim Broadbent pour le rôle de Lord Longford dans Longford
  - William H. Macy pour le rôle de l'inspecteur Clyde Umney / Sam Landry dans Rêves et Cauchemars (Nightmares and Dreamscapes: From the Stories of Stephen King)
  - Matthew Perry pour le rôle de Ron Clark dans The Ron Clark Story
  - Tom Selleck pour le rôle de Jesse Stone dans Jesse Stone: Sea Change
- 2008 : Paul Giamatti pour le rôle de John Adams dans John Adams
  - Ralph Fiennes pour le rôle de Bernard Lafferty dans Bernard et Doris (Bernard and Doris)
  - Ricky Gervais pour le rôle d'Andy Millman dans Extras
  - Kevin Spacey pour le rôle de Ron Klain dans Recount
  - Tom Wilkinson pour le rôle de James Baker dans Recount
- 2009 : Brendan Gleeson pour le rôle de Winston Churchill dans Into the Storm
  - Kevin Bacon pour le rôle du lieutenant-colonel Michael Strobl dans L'Honneur d'un Marine (Taking Chance)
  - Kenneth Branagh pour le rôle de Kurt Wallander dans Les Enquêtes de l'inspecteur Wallander (Wallander)
  - Kevin Kline pour le rôle de Cyrano de Bergerac dans Cyrano de Bergerac
  - Ian McKellen pour le rôle du roi Lear dans King Lear
  - Kiefer Sutherland pour le rôle de Jack Bauer dans 24 heures chrono : Redemption (24: Redemption)

### Années 2010
- 2010 : Al Pacino pour le rôle du Dr Jack Kevorkian dans La Vérité sur Jack (You Don't Know Jack)
  - Jeff Bridges pour le rôle de Jon Katz dans A Dog Year
  - Ian McKellen pour le rôle de Numéro 2 dans Le Prisonnier (The Prisoner)
  - Dennis Quaid pour le rôle de Bill Clinton dans The Special Relationship
  - Michael Sheen pour le rôle de Tony Blair dans The Special Relationship
- 2011 : Barry Pepper pour le rôle de Robert F. Kennedy dans Les Kennedy (The Kennedys)
  - Idris Elba pour le rôle de John Luther dans Luther
  - Laurence Fishburne pour le rôle de Thurgood Marshall dans Thurgood
  - William Hurt pour le rôle de Hank Paulson dans Too Big to Fail : Débâcle à Wall Street
  - Greg Kinnear pour le rôle de John Francis Kennedy dans Les Kennedy (The Kennedys)
  - Edgar Ramirez pour le rôle de Ilich Ramírez Sánchez dans Carlos
- 2012 : Kevin Costner pour le rôle de William Hatfield dans Hatfields and McCoys
  - Benedict Cumberbatch pour le rôle de Sherlock Holmes dans Sherlock : Un scandale à Buckingham (Scandal in Belgravia)
  - Idris Elba pour le rôle de John Luther dans Luther
  - Woody Harrelson pour le rôle de Steve Schmidt dans Game Change
  - Clive Owen pour le rôle d'Ernest Hemingway dans Hemingway & Gellhorn
  - Bill Paxton pour le rôle de Randall McCoy dans Hatfields and McCoys
- 2013 : Michael Douglas pour le rôle de Liberace dans Ma vie avec Liberace (Behind the Candelabra)
  - Benedict Cumberbatch pour le rôle de Christopher Tietjens dans Parade's End
  - Matt Damon pour le rôle de Scott Thorson dans Ma vie avec Liberace (Behind the Candelabra)
  - Toby Jones pour le rôle d'Alfred Hitchcock dans The Girl
  - Al Pacino pour le rôle de Phil Spector dans Phil Spector
- 2014 : Benedict Cumberbatch pour le rôle de Sherlock Holmes dans Sherlock : Son dernier coup d'éclat (His Last Vow)
  - Billy Bob Thornton pour le rôle de Lorne Malvo dans Fargo
  - Chiwetel Ejiofor pour le rôle de Louis Lester dans Dancing on the Edge
  - Idris Elba pour le rôle de John Luther dans Luther
  - Martin Freeman pour le rôle de Lester Nygaard dans Fargo
  - Mark Ruffalo pour le rôle de Ned Weeks dans The Normal Heart
- 2015 : Richard Jenkins pour le rôle de Henry Kitteridge dans Olive Kitteridge
  - Adrien Brody pour le rôle de Harry Houdini dans Houdini
  - Ricky Gervais pour le rôle de Derek Noakes dans Derek the Special
  - Timothy Hutton pour le rôle de Russ Skokie dans American Crime
  - David Oyelowo pour le rôle de Peter Snowden dans Nightingale
  - Mark Rylance pour le rôle de Thomas Cromwell dans Wolf Hall
- 2016 : Courtney B. Vance pour le rôle de Johnnie Cochran dans The People vs. O.J. Simpson: American Crime Story
  - Bryan Cranston pour le rôle de Lyndon B. Johnson dans All the Way
  - Benedict Cumberbatch pour le rôle de Sherlock Holmes dans Sherlock : L'Effroyable Mariée
  - Idris Elba pour le rôle de John Luther dans Luther
  - Cuba Gooding Jr. pour le rôle de O. J. Simpson dans The People vs O.J. Simspon: American Crime Story
  - Tom Hiddleston pour le rôle de Jonathan Pine dans The Night Manager
- 2017 : Riz Ahmed pour le rôle de Nasir "Naz" Khan dans The Night Of
  - Benedict Cumberbatch pour le rôle de Sherlock Holmes dans Sherlock : Le Détective affabulant
  - Robert de Niro pour le rôle de Bernie Madoff dans The Wizard of Lies
  - Ewan McGregor pour le rôle de Ray Stussy / Emmit Stussy dans Fargo
  - Geoffrey Rush pour le rôle de Albert Einstein dans Genius
  - John Turturro pour le rôle de John Stone dans The Night Of
- 2018 : Darren Criss pour le rôle de Andrew Cunanan dans The Assassination of Gianni Versace: American Crime Story
  - Antonio Banderas pour le rôle de Pablo Picasso dans Genius: Picasso
  - Benedict Cumberbatch pour le rôle de Patrick Melrose dans Patrick Melrose
  - Jeff Daniels pour le rôle de John O. Neill dans The Looming Tower
  - John Legend pour le rôle de Jésus-Christ dans Jesus Christ Superstar Live In Concert
  - Jesse Plemons pour le rôle de Robert Daly dans Black Mirror: USS Callister
- 2019 : Jharrel Jerome pour le rôle de Korey Wise dans Dans leur regard
  - Mahershala Ali pour le rôle de Wayne Hays dans True Detective
  - Benicio del Toro pour le rôle de Richard Matt dans Escape at Dannemora
  - Hugh Grant pour le rôle de Jeremy Thorpe dans A Very English Scandal
  - Jared Harris pour le rôle de Valery Legasov dans Chernobyl
  - Sam Rockwell pour le rôle de Bob Fosse dans Fosse/Verdon

### Années 2020
- 2020 : Mark Ruffalo pour le rôle de Dominick Birdsey / Thomas Birdsay dans I Know This Much Is True
  - Hugh Jackman pour le rôle de Frank Tassone dans Bad Education
  - Jeremy Pope pour le rôle de Archie Coleman dans Hollywood
  - Paul Mescal pour le rôle de Connell dans Normal People
  - Jeremy Irons pour le rôle de Adrian Veidt / Ozymandias dans Watchmen
- 2021 : Ewan McGregor pour le rôle d'Halston dans Halston
  - Lin-Manuel Miranda pour le rôle d'Alexander Hamilton dans Hamilton
  - Leslie Odom Jr. pour le rôle d'Aaron Burr dans Hamilton
  - Hugh Grant pour le rôle de Jonathan Fraser dans The Undoing
  - Paul Bettany pour le rôle de Vision dans WandaVision
- 2022 : Michael Keaton pour le rôle du Dr. Samuel Finnix dans Dopesick
  - Colin Firth pour le rôle de Michael Peterson dans The Staircase
  - Andrew Garfield pour le rôle du Dectective Jeb Pyre dans Sur ordre de Dieu (Under the Banner of Heaven)
  - Oscar Isaac pour le rôle de Jonathan Levy dans Scènes de la vie conjugale
  - Himesh Patel pour le rôle de Jeevan Chaudhary dans Station Eleven
  - Sebastian Stan pour le rôle de Tommy Lee dans Pam and Tommy

- 2023 : Steven Yeun pour le rôle de Danny Cho dans Acharnés
  - Taron Egerton pour le rôle de Jimmy Keene dans Black Bird
  - Kumail Nanjiani pour le rôle de Somen Banerjee dans Welcome to Chippendales
  - Evan Peters pour le rôle de Jeffrey Dahmer dans Monstre
  - Daniel Radcliffe pour le rôle de Weird Al Yankovic dans Weird: The Al Yankovic Story
  - Michael Shannon pour le rôle de George Jones dans George and Tammy

- 2024 : Richard Gadd – Mon petit renne (Baby Reindeer)
  - Matt Bomer – Fellow Travelers
  - Jon Hamm – Fargo
  - Tom Hollander – Saison 2 de Feud
  - Andrew Scott – Ripley

## Statistiques

### Nominations multiples
7 : Hal Holbrook
6 : Benedict Cumberbatch, Laurence Olivier
5 : Beau Bridges, James Garner, Jack Lemmon, Jason Robards, Mickey Rooney, George C. Scott, James Woods
4 : Kenneth Branagh, Richard Chamberlain, Hume Cronyn, Robert Duvall, Idris Elba, William H. Macy
3 : Lee J. Cobb, Laurence Fishburne, Peter Falk, Henry Fonda, Louis Gossett Jr., Anthony Hopkins, Ben Kingsley, Fredric March, Al Pacino, Christopher Plummer, Peter Strauss, Peter Ustinov
2 : Alan Alda, Alan Arkin, Fred Astaire, Antonio Banderas, Robert Blake, Michael Caine, Brian Dennehy, William Devane, Melvyn Douglas, Albert Finney, Ricky Gervais, John Gielgud, Alec Guinness, Ed Harris, Edward Herrmann, Trevor Howard, Tommy Lee Jones, John Lithgow, Ian McKellen, Barry Pepper, Sidney Poitier, Alan Rickman, Cliff Robertson, Mark Ruffalo, Geoffrey Rush, Martin Sheen, Gary Sinise, Rod Steiger, Dennis Weaver, Ed Wynn, Tom Wilkinson, Ed Wynn

### Récompenses multiples
4 : Laurence Olivier
3 : Peter Ustinov
2 : Fred Astaire, Hume Cronyn, Peter Falk, Hal Holbrook, Anthony Hopkins, Al Pacino, James Woods